# エカテリーナ・ダビドワ
エカテリーナ・ダビドワ（ロシア語: Екатерина Давыдова、ラテン文字：Ekaterina Davydova）は、ロシアの女性フィギュアスケートアイスダンス選手。1996年世界ジュニア選手権優勝。パートナーはロマン・コストマロフ。

## 経歴
ジュニア時代からロマン・コストマロフとカップルを結成し、1996年世界ジュニア選手権で初出場ながら優勝を飾った。翌1996-1997年シーズンよりシニアに参戦。ISUグランプリシリーズのロシア杯にも出場を果たし、ロシア選手権では3位となり、長野オリンピックの有力候補となったが、1997-1998年シーズンのカールシェーファーメモリアルを最後にカップルは解散した。

## 主な戦績
| 大会/年            | 1995-96 | 1996-97 | 1997-98 |
| ------------------ | ------- | ------- | ------- |
| ロシア選手権       |         | 3       |         |
| GPロシア杯         |         | 5       |         |
| ユニバーシアード   |         | 棄権    |         |
| フィンランディア杯 |         |         | 2       |
| KSM                |         |         | 2       |
| 世界Jr.選手権      | 1       |         |         |